# エアロトレイン (ワシントン・ダレス国際空港)
エアロトレイン（英: AeroTrain）は、ワシントン・ダレス国際空港にある延長6.08kmの地下化されたPeople moverシステムである。
当システムは2009年秋に開業する予定であったが、信頼性テストを完了するために2010年（平成22年）まで延期された。
2010年1月20日にダレスの従業員に開放され、同年1月26日に旅客に開放された。
当システムは、主にコンコースからメイン・ターミナルまで旅客を輸送するモバイル・ラウンジの置き換えを目指した。
当システムには、約14億ドル ($) の費用がかかっており、また新しいセキュリティ防護の中二階を含んでいる。
当システムは、鉄道車両として29両の三菱重工業クリスタルムーバー車両を利用している。

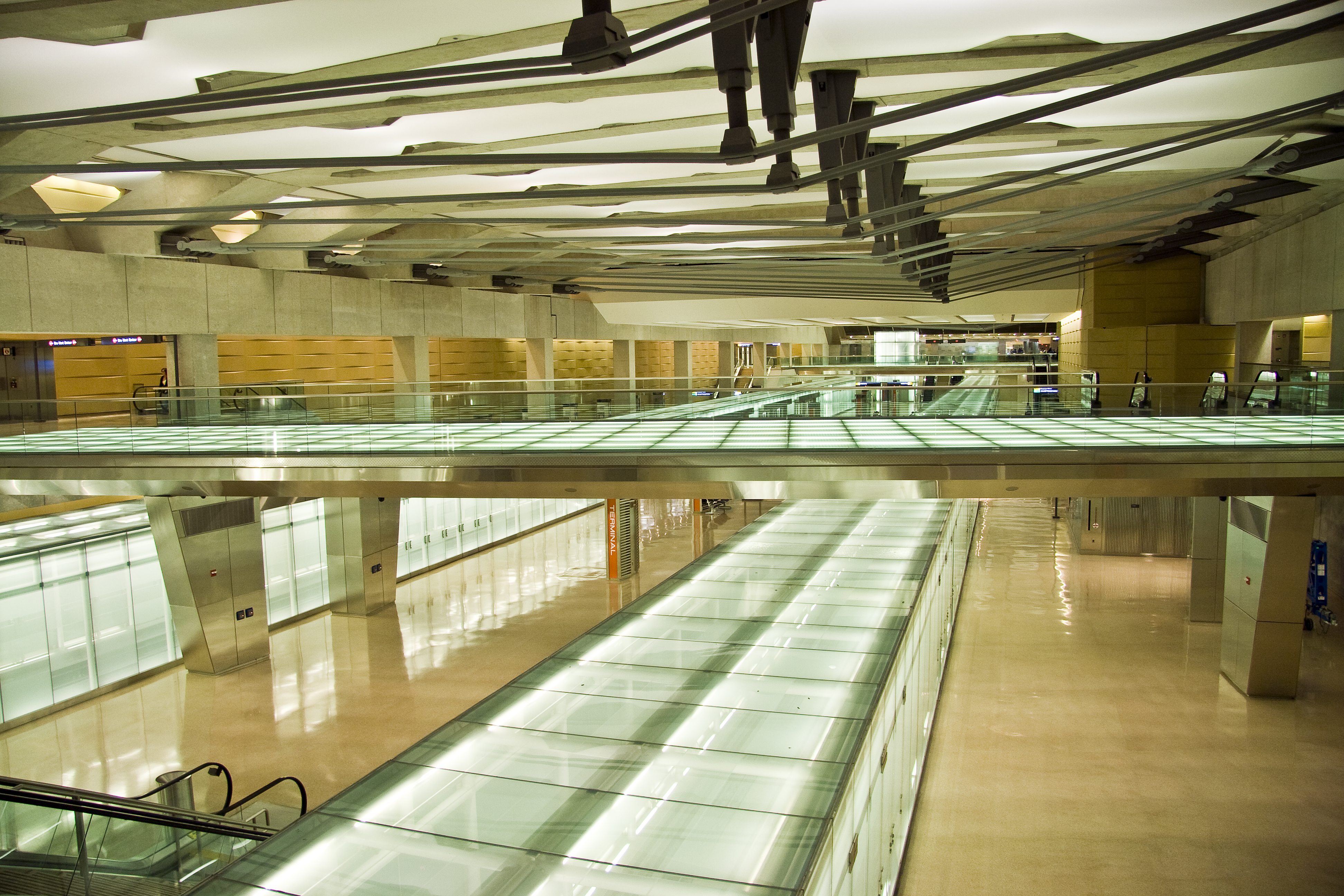
メイン・ターミナル駅

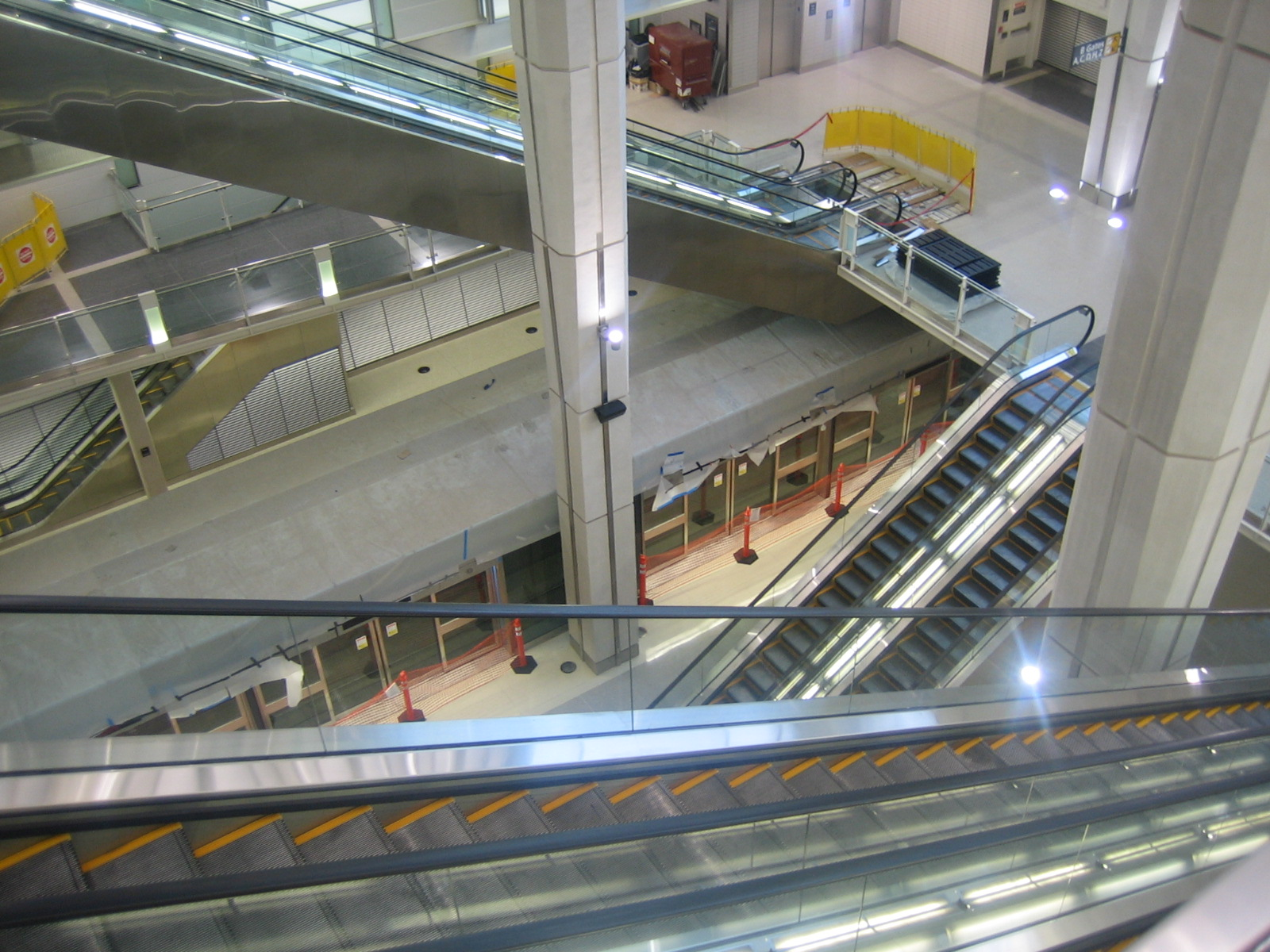
建設中のターミナルB駅

エアロトレインは、ダレス空港のメイン・ターミナルおよびコンコースA、B、C間で旅客を輸送している。
メイン・ターミナル駅から、列車は一方向のコンコースA、コンコースC、および他方向のコンコースBに移動する。
エアロトレインのトラック・マップは、メイン・ターミナル駅が下部となる釣り針状に形成されている。列車は時速64km–68kmにてコンコースへ旅客を輸送している。これに対してモバイル・ラウンジの速度は24kmである。
既存のコンコースC（かつコンコースD）は、一時的なコンコースであるため、コンコースC駅は将来の常設コンコースCの敷地に建設されており、地下通路により既存のコンコースに連絡している。
当システムの将来の拡大のための計画もある。
エアロトレインは、将来のコンコースDのための駅、追加されるミッドフィールド・コンコース（コンコースEおよびF）のための2つの駅、およびサウス・ターミナルを含めて拡大することができる。
完全に構築されると、列車は空港のまわりを二方向の環状線で走行することになる。